# كاثينكا فون ديكمان
كاثينكا فون ديكمان (بالألمانية: Kathinka von Deichmann)‏ مواليد 16 مايو 1994 في فادوز، هي لاعبة كرة مضرب من ليختنشتاين تلعب باليد اليمنى وتحتل حالياً المرتبة 383 (21 مارس 2016) في تصنيف رابطة محترفات كرة المضرب. أعلى تصنيف لها في الفردي كان 309. أعلى تصنيف لها في الزوجي كان 430.

## النهائيات

### الفردي
| الحصيلة | الرقم | التاريخ        | الدورة            | الأرضية | المنافس           | النتيجة            |
| ------- | ----- | -------------- | ----------------- | ------- | ----------------- | ------------------ |
| الوصافة | 1.    | 1 أكتوبر 2012  | كالاماتا، اليونان | صلبة    | لارا ميشل         | 6–7(4–7), 6–0, 0–6 |
| الفوز   | 1.    | 29 أكتوبر 2012 | قلمرية، البرتغال  | صلبة    | أليونا بولشوفا    | 6–1, 6–3           |
| الوصافة | 2.    | 4 مارس 2013    | فراونفيلد، سويسرا | سجاد    | كاترينا سينياكوفا | 3–6, 6–4, 4–6      |

## وصلات خارجية
- كاثينكا فون ديكمان على موقع رابطة محترفات التنس (الإنجليزية)
- كاثينكا فون ديكمان على موقع الاتحاد الدولي لكرة المضرب (الإنجليزية)
- كاثينكا فون ديكمان على موقع كأس بيلي جين كينغ (الإنجليزية)
- كاثينكا فون ديكمان على موقع خلاصة التنس.كوم (الإنجليزية)
- كاثينكا فون ديكمان على موقع إي إس بي إن.كوم (الإنجليزية)

- الموقع الرسمي